# Puerto Cortés
Pour les articles homonymes, voir Puerto Cortés (homonymie).
Puerto Cortés est une ville du département de Cortés, au Honduras.
Situé sur la côte nord, côté mer des Caraïbes, il s'agit du principal port maritime du pays.
La municipalité est dirigée depuis les années 1990 par des élus du Partido Liberal (Parti libéral du Honduras).
La ville compte un club de football basé au Stade Excelsior, évoluant au plus haut niveau national: le Club Deportivo Platense a notamment remporté le championnat national en 1965 et 2001.